# Jadwiga Marszewska-Ziemiecka
Jadwiga Marszewska-Ziemiecka est une microbiologiste et professeure polonaise née le 30 juin 1891 à Varsovie et morte le 13 mars 1968 à Lublin.
Elle est professeure à l'université Marie Curie-Skłodowska, organisatrice et responsable du laboratoire de microbiologie des sols à PINGW, membre de l'Académie polonaise des sciences.

## Biographie

### Enfance
Ses parents sont Mieczyslaw Marszewski (pl) et Jadwiga Marszewska née Skarzynska. Ses sœurs sont Hanna Zdzitowiecka (pl) et Maria Wolska.

### Études
À l'âge de 17 ans, elle entame des études de biologie à la faculté de philosophie de l'université Jagellonne de Cracovie. En 1923, elle obtient son doctorat pour sa thèse intitulée Występowanie azotobaktera w glebach polskich.
Entre 1924 et 1927, elle collabore avec Sergueï Vinogradski à l'Institut Pasteur en France.
En 1930, elle obtient son habilitation et le titre de professeur associé à l'université de Poznań pour sa thèse Studia nad mikrobiologią gleby.

### Carrière
À partir de 1931, elle travaille à l'Institut scientifique d'État de l'agriculture (pl) à Puławy et organise le département de microbiologie agricole, qu'elle dirige jusqu'à sa mort.
Depuis 1952, elle est membre à part entière de l'Académie polonaise des sciences. Elle est membre de nombreuses sociétés scientifiques en Pologne et à l'étranger, notamment de l'International Union of Soil Sciences (en), de la Soil Science Society of Poland (en), de la Société polonaise des microbiologistes (pl).
En plus de son travail universitaire, elle a été active dans l'enseignement. Elle est l'autrice de 6 manuels destinés aux étudiants.
Pendant l'occupation, elle est secrétaire du commandant de Puławy de l'Armia Krajowa. Après la libération, elle participe à la création de l'Université Marie Curie-Skłodowska à Lublin.

### Mort
Elle est enterrée au cimetière de Powązki à Varsovie (q.v. 232-1/2-1).

## Vie privée
Son mari est Andrzej Ziemięcki (pl).

## Récompenses et distinctions
- Croix de commandeur de l'ordre Polonia Restituta[3]
- Croix d'or du mérite (deux fois : la deuxième fois le 22 juillet 1951[5])